# Burgus Hörbranz

Wachturmkette Bregenz-Kempten, spätes 4. und frühes 5. Jahrhundert n. Chr.

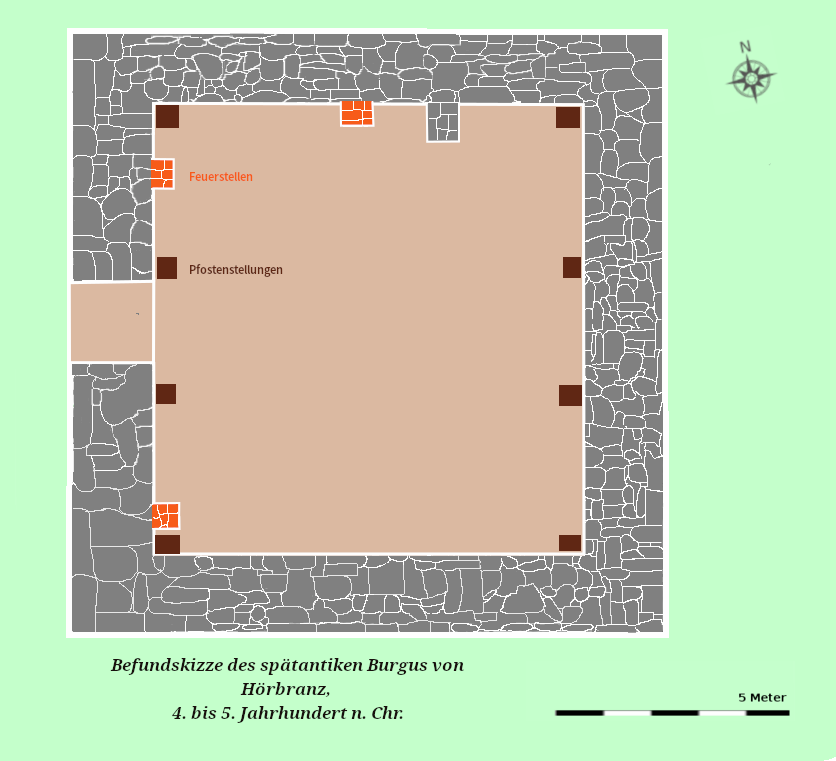
Befunde der Grabung von 1932

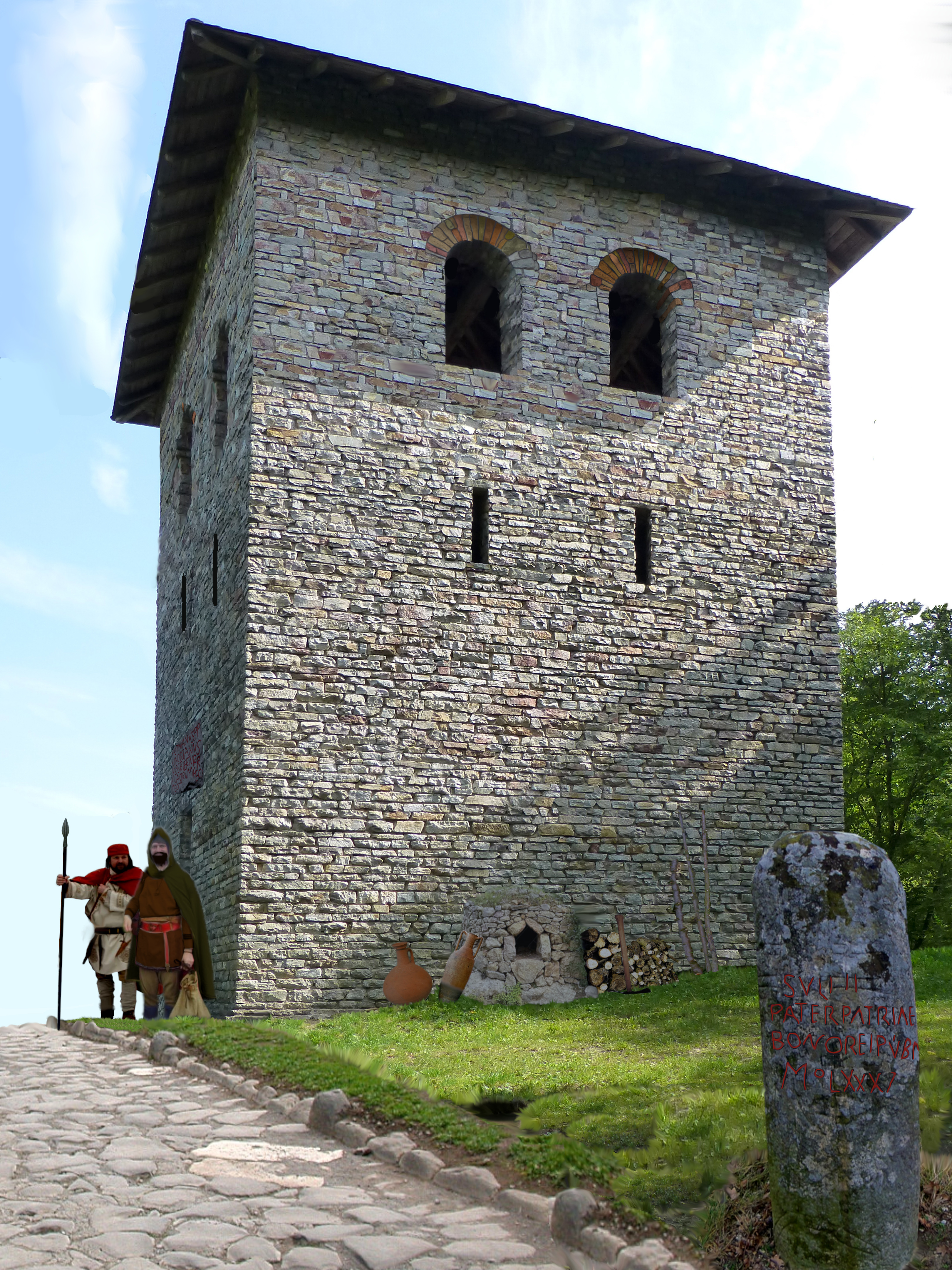
Rekonstruktionsversuch eines spätrömischen Straßenwachturms

Der römische Burgus Hörbranz (auch Burgus Erlach) befindet sich in der gleichnamigen Marktgemeinde im Bezirk Bregenz, Bundesland Vorarlberg in Österreich. Solche Burgi wurden während des 3. und 4. Jahrhunderts errichtet und waren Teil eines Überwachungssystems, welches das südliche Rheinufer gegen Invasoren und Plünderer aus dem freien Germanien sichern sollte. Der 1932 entdeckte Wachturm ist das einzige auf österreichischem Boden erhaltene Bodendenkmal des spätrömischen Donau-Iller-Rhein-Limes.

## Name
Wie die Römer diesen Turm benannten muss mangels schriftlicher Quellen unbeantwortet bleiben. Dass sie dies zumindest auch bei anderen Wachtürmen dieser Zeitstellung getan haben, beweist die Bauinschrift des spätantiken Wachturm Koblenz-Kleiner Laufen in der benachbarten Schweiz.

## Lage
Im Süden grenzt Hörbranz an den Bodensee, im Osten erheben sich die bewaldeten Ausläufer des Pfänders gegen Möggers hin, während sich im Norden die Hügellandschaft nach Hohenweiler öffnet und zum Grenzfluss Leiblach im Westen. Der spätrömische Limes folgte um 400 n. Chr. wohl dem Seeufer und dem Leiblachtal bzw. der das Tal durchquerenden Heerstraße (via militaria). Seinen weiteren Verlauf durch den Allgäu konnte man grob anhand der Reste der Römerstraße bei Heimenkirch und eines dem Bau der Bahnstrecke nach Scheidegg zum Opfer gefallenen Burgus südwestlich der Pfarrkirche von Dreiheiligen (nahe dem Bahnhof Röthenbach) in Richtung Isny verfolgen. Die etwa 80 m über dem Bodensee befindliche Turmstelle – strategisch günstig an einem leicht abfallenden Hang (Parzelle Erlach am Betzentobel) – gewährt eine unverstellte Sicht auf das Rheintal, den Bodensee (Bregenz, Kastell Arbon), das Leiblachtal und ist der westlichste burgus Raetiens.  Adolf Hild erwähnt in seinem Bericht nur eine Grundstücksnummer, 1696/1, eine etwas genauere Georeferenzierung blieb er jedoch schuldig. Die Lage des Hörbranzer Burgus konnte jedoch nach den Bodenradarmessungen von 2011 exakt verortet werden.

## Limesverlauf
In seinem näheren Umfeld muss auch die Trasse der Nord-Süd verlaufenden Limesstraße zu finden sein, die vermutlich in großen Teilen mit der heutigen, ca. 110 m unterhalb verlaufenden Landstraße L1 identisch ist. Der nächste (gesicherte) Wachturm dürfte im bayerisch-schwäbischen Abschnitt des Leiblachtal gestanden haben, sein (mutmaßlicher) Standort „am Burgstall“ in der bayrischen Gemeinde Sigmarszell befindet sich unmittelbar nördlich der Staatsgrenze, einen Kilometer von Hohenweiler entfernt. Die Distanz zwischen dem Hafen von Bregenz und dem Burgus von Hörbranz beträgt ca. 6 km, zwischen Hörbranz und Hohenweiler nur 5 km. Der nächstgelegene archäologisch nachgewiesene Wachturm stand in der Gemeinde Meckatz, 9 km von Sigmarszell/Hohenweiler entfernt. Ein weiterer dieser Türme wird auch nahe Hörbranz, im Weiler Gwiggen vermutet. Die im Rahmen der archäologischen Landesaufnahme vorgenommenen Erhebungen haben allerdings keine entsprechenden Befunde erbracht. Lediglich der Verlauf der Limesstraße konnte aufgrund von – bis zur Mitte des 20. Jahrhunderts noch sichtbaren – Resten rudimentär erschlossen werden. Die durchschnittliche Distanz zwischen den jeweiligen Wachtürmen dürfte um die 5 km betragen haben  – was im Vergleich mit anderen Limes-Abschnitten an Hochrhein und Iller – relativ groß ist, bis dato konnten jedoch keine entsprechenden, mit dem Burgus von Hörbranz vergleichbaren Gebäude im Vorarlberger Teil des Leiblachtal gefunden werden.
Als römische Grenzmarkierung wird (unter Berücksichtigung eines etwas weiter gefassten Stadtgebietes des antiken Brigantium) die 6 bis 15 km westlich der Leiblachtalstraße fließende Argen vermutet. Am Vorarlberger Streckenabschnitt ist bislang nur der Burgus von Hörbranz die einzige archäologisch gesicherte Militäranlage dieser Art. Der südliche Teil des Landkreises Lindau muss im 4. Jahrhundert daher noch zum Weströmischen Reich gehört haben. Aussagekräftige, spätrömische, Befunde stehen für das Gebiet bis an die Argen aber noch aus. Lediglich die wohl im 3. Jahrhundert zerstörte Villa von Lindau-Aeschach wurde möglicherweise in der Spätantike noch genutzt, bzw. wieder neu besiedelt. Diese noch in Sichtweite der Limesstraße gelegene, vorgelagerte Zone könnte daher noch zum römischen Hoheitsgebiet gehört haben, zumal die Ostgrenze des Siedlungsgebietes der alamannischen Lentienses im 4. Jahrhundert unklar ist. Auf einer Strecke von ca. 10 km verläuft der spätantike Limes im Leiblachtal auf heutigem österreichischem Staatsgebiet (zwischen Bregenz und Hohenweiler). Diese Grenze am Übergang zwischen Alpen und Alpenvorland dürfte also durch die Römerstraße und den Verlauf der Leiblach markiert gewesen sein. Diese Linie lebt – wohl mit einer Unterbrechung im Frühmittelalter, als sich hier der Argengau etablierte – in den Landgerichtsgrenzen (Lindau und Hofrieden) sowie in der heutigen Staatsgrenze fort.

## Entwicklung
Eine römische Fernverkehrsstraße führte von Augsburg (Augusta Vindelicorum) in Richtung Südwesten über Kempten (Cambodunum) nach Bregenz (Brigantium) und damit auch durch das Leiblachtal. Mit der Zurücknahme des Limes auf die Grenzlinie Rhein–Bodensee–Iller–Donau wurde auch das Gebiet der Civitas der Brigantier (wie schon zur frühen Kaiserzeit) wieder zum militärischen Aufmarschgebiet. Der einzige nicht an einem größeren Flusslauf orientierte Abschnitt des spätantiken Donau-Iller-Rhein-Limes wurde wohl in der Zeit der ersten Tetrarchie (293–306) entlang dieser Straßenverbindung festgelegt. Die Datierung des Hörbranzer Burgus bleibt bis heute ungewiss. Sie reicht von Aussagen wie spätestens seit Kaiser Diokletian (284–305) bis valentinianisch. Nach verheerenden Germaneneinfällen legte Kaiser Valentinian I. (364–375) ein Bauprogramm von größeren und kleineren Befestigungen (castra et castella) entlang der Rhein- (Rhenus) und Donaugrenze (Danuvius) auf, um die Sicherheit des Reiches weiter gewährleisten zu können. Ab 369 entstanden daher am Hochrhein eine Vielzahl von Militäranlagen in Steinbauweise, die für die Provinz Raetia I von der Forschung auf 370/372 n. Chr. eingegrenzt werden konnten. Nach dem Abzug der römischen Truppen von der Rheingrenze unter Stilicho, im Winter 401/402, wurden die Türme niedergebrannt oder dem Verfall preisgegeben.

## Garnison
Die Besatzung der Straßenposten des mittelkaiserzeitlichen Raetiens bestand nach Helmut Bender in der Regel aus beneficiarii, die mit heutigen Militärpolizisten vergleichbar sind. Es handelte sich dabei meist um Legionäre, welche dem Statthalter unterstanden. Aus dakischem und thrakischem Provinzen sind Inschriften bekannt, die die Besatzung der dortigen burgi als "burgarii" bezeichnen. Ob sie zu eigenständigen Einheiten gehörten oder lediglich Milizionäre waren, ist fraglich. In den Nordwestprovinzen belegen bisher keine schriftlichen Quellen ihre Existenz. Darum geht man in der Forschung weiterhin davon aus, dass es sich auch bei der Besatzung der spätrömischen burgi um Benefiziarier gehandelt haben könnte.

## Funktion
Die Befestigungen des spätantiken Rheinlimes wurden während der Regierungszeit von Kaiser Valentinian I. (364 bis 375 n. Chr.) verstärkt ausgebaut und zählten zu einem Überwachungs- und Nachrichtensystem, das sich von Basel (Basileum) bis an den Bodensee (Lacus Brigantiae) erstreckte. Die Wachtürme mussten hierfür in Sichtverbindung zueinander angelegt werden. Auf diese Weise konnten im Falle eines Angriffs der Germanen die Kastellbesatzungen durch Lichtzeichen oder Hornsignale alarmiert und an die jeweiligen Brennpunkte geleitet werden. Die Wachturmkette dürfte aber in erster Linie der Straßensicherung gedient haben. Dieser „Burgus-Limes“ war daher wohl eine ziemlich durchlässige Grenze und keine streng überwachte Sperrzone. 
Die Besatzungstruppe (vermutlich germanische Söldner) ist unbekannt, sie wurde wohl von einem der benachbarten Kastelle gestellt. Obwohl die Zuständigkeitsbereiche der dortigen Kastelle spekulativ bleiben müssen, wird der Limes im westlichen Allgäu dem Rayon des Dux Raetiae primae et secundae, und damit der in der Notitia Dignitatum genannten ala II Valeria Sequanorum, stationiert im Vemania (Isny), zugeordnet. Der als Besatzung des Bregenzer Hafenkastells ebenfalls dort erwähnte numerus barcariorum wird als Marineeinheit keinen Dienst an der Landgrenze verrichtet haben.

## Forschungsgeschichte
1932 hatte Josef Fink – Schulleiter in Hörbranz – in der Nähe seines Wohnhauses auf Grund der Lage historische Baureste vermutet. Oberhalb der Allgäustraße unweit des Pfänderwaldhanges wurde das dorthin beorderte Grabungsteam des Vorarlberger Landesmuseums alsbald fündig. Bei der Grabung vom April 1932 stieß man auf die Grundmauern eines quadratischen römischen Burgus. Im Bauschutt fanden sich die Fragmente mehrerer römischer Grabsteine, eine Kleinbronze aus der Zeit von Theodosius I. (379–395) aus den Abfallschichten an der nordöstlichen Außenseite, ein Randstück einer grauen Kragenschüssel, Pferdeknochen, Küchenabfälle von Rindern, Schweinen und Hühnern sowie Hirschgeweih. Die Mauerfundamente wurden danach wieder zugeschüttet. Das Fundmaterial wurde zuletzt von Bernhard Overbeck partiell untersucht.
Im Mai 2011 wurden zwei römische Fundstellen im Vorarlberger Leiblachtal geophysikalisch untersucht. Da die exakte Lage und die Ausrichtung des 1932 ausgegrabenen Burgus in Hörbranz nicht mehr nachvollziehbar waren, erschien auch hier eine geophysikalische Prospektion erfolgversprechend. Der Turmgrundriss konnte gut erfasst werden, andere Befunde (Wall, Graben, Nebengebäude) sind noch unsicher. Oberhalb der heutigen Landesstraße L 1, nördlich an einen etwas eingeschnittenen Feldweg angrenzend, konnte bei einer Geländebegehung eine leichte Erhebung festgestellt werden, die wohl ebenfalls mit dem Burgus in Zusammenhang steht. Weiters wollte man das archäologisch noch nicht erfasste Umfeld des Wachturms auf Spuren einer Ringmauer/Palisade oder eines  Grabens untersuchen. Zwecks Klärung wurden am 16. und 17. Mai 2011 5250 m² Boden geomagnetisch sowie 1120 m² mittels Bodenradar prospektiert. Im Radar- als auch im Magnetik-Messbild zeichnen sich die erhaltenen Mauerzüge deutlich ab. Nördlich und teilweise südwestlich des Burgus konnte man zudem größere Gruben erkennen.  In ca. 12 m beziehungsweise 20 m Entfernung zur Westmauer verlaufen leichte lineare Anomalien. Ob es sich dabei um eine Wall- und Grabenanlage handelt, konnte aber nicht geklärt werden. Anhand des Radar-Bild konnte man erkennen, dass die hangabwärts liegende Nordwestseite des Turms, wo auch der Eingang platziert ist, am besten, die südliche Flanke hingegen am schlechtesten erhalten ist. Die NW-Seite des Turms war laut Hilds Dokumentation am tiefsten fundamentiert. Man konnte auch Flächen aus Versturz- beziehungsweise Aushubmaterial (vor allem in den oberen Lagen) erkennen, jedoch keine der mittels Geomagnetik entdeckten Gruben.

## Burgus
Der Hörbranzer Wachturm war ein von NW nach SO ausgerichteter, quadratischer Bau von 12 m Seitenlänge mit 1,55 m starken Fundamenten und 1,30 bis 1,40 m breiten Mauern aus Geschiebesteinen. Die Türöffnung befand sich an der (talseitigen) Westwand. Adolf Hild war bei seiner Grabung vor allem am Verlauf der Außenmauern interessiert, während der Innenbereich nur mit einem Quergraben und einem L-förmig abgewinkelten Suchschnitt sondiert wurde. An den Wänden sollen sich Feuerstellen mit Herdplatten aus Sandstein befunden haben. Das Erdgeschoss war vermutlich durch Zwischenwände aus Holz und Fachwerk unterteilt worden. Der Boden bestand aus Stampflehm. An der Nordwand befand sich eine größere Herdstelle, rechts und links des Einganges noch zwei weitere. Der Mauerschutt enthielt die Fragmente mehrerer römischer Grabsteine (vermutlich vom Gräberfeld am Ölrain hierher verschleppt). Zu den im Plan von 1932 eingetragenen Pfostenlöchern an den Wänden (im Plan schraffiert dargestellt) beziehungsweise zu den Zwischenwänden aus Holz (oder Fachwerk) im Erdgeschoss äußert sich Hild nur sehr kurz. Der Burgus von Hörbranz gehört zum Standard-Bautypus des valentinianisch-raetischen Limes. Die Flächenmaße von 11,80 × 12,00 m und Mauerstärken von 1,30 bis 1,50 m findet man auch bei den Burgi von Meckatz und Dreiheiligen, wobei jedoch fast alle bekannten bayerischen Türme Seitenlängen von 10 bis 13 m aufweisen. Eine mittig platzierte, durch Hitzeeinwirkung zersprungene Sandsteinplatte (unter einer Brandschicht) wurde auch in Meckatz beobachtet, wahrscheinlich die Unterlage für einen Stützpfosten.

## Denkmalschutz
Die Anlagen sind Bodendenkmäler im Sinne des Denkmalschutzgesetzes. Nachforschungen und gezieltes Sammeln von Funden ohne Genehmigung des Bundesdenkmalamtes stellen eine strafbare Handlung dar. Zufällige Funde archäologischer Objekte (Keramik, Metall, Knochen etc.) sowie alle in den Boden eingreifenden Maßnahmen sind dem Bundesdenkmalamt (Abteilung für Bodendenkmale) zu melden.